# Алиса и Боб
Алиса и Боб — имена, обычно использующиеся в качестве условных обозначений взаимодействующих агентов или архетипичных символов в таких областях, как криптография, компьютерная безопасность и физика. Используются для удобства объяснения работы сетевых протоколов: фраза «Алиса посылает Бобу сообщение, зашифрованное его открытым ключом» гораздо легче воспринимается, чем «сторона А посылает стороне Б сообщение, зашифрованное открытым ключом стороны Б». Со временем сформировались традиции, какими именами обозначать каких участников процесса.
В русскоязычной традиции иногда используются имена Петя и Вася (первый и второй).
Важно понимать, что «Алиса», «Боб» и т. п. обозначают не обязательно людей, а вообще агентов, независимо от их реализации: это могут быть, например, компьютерные программы, действующие от имени людей.

## Список символов

Пример: генерация Общий секретный ключ

Пример: шифрование с открытым ключом

В основном, данный список составлен на основании книги «Прикладная криптография» Брюса Шнайера (Applied Cryptography by Bruce Schneier). Алиса и Боб — архетипы в области криптографии; Ева — более общее имя.
- Алиса и Боб (Alice and Bob) — Наиболее часто Алиса хочет послать сообщение Бобу. Эти имена были использованы Роном Ривестом (Ron Rivest) в 1978 году в журнале «Communications of the ACM» в статье «A Method for Obtaining Digital Signatures and Public-Key Cryptosystems»[2]. Ривест отрицает, что эти имена имеют отношение к фильму 1969 года «Боб и Кэрол, Тед и Элис», как предполагалось некоторыми.
- Кэрол, Карлос или Чарли (Carol, Carlos or Charlie) — выступают в качестве третьего участника соединения.
- Чак (Chuck) — посторонний, обычно злоумышленник.
- Крейг (Craig) — взломщик паролей (cracker), обычно встречается в ситуации с хранимыми хэшами.
- Дейв (Dave) — четвёртый участник (и так далее по алфавиту).
- Ева (Eve) — пассивный злоумышленник, от англ. eavesdropper (подслушивающий). Она может прослушивать сообщения между Алисой и Бобом, но она не может влиять на них. В квантовой криптографии Ева может представлять окружающую среду.
- Мэллори (Mallory, от malicious) или Труди (Trudy, от intruder) — активный злоумышленник; в отличие от Евы, Мэллори может изменять сообщения, воспроизводить старые сообщения, подменять сообщения и так далее.
- Пегги (Peggy), прувер (prover) и Виктор (Victor), контролирующий (verifier) — третьи лица, доказывающие, что транзакция произошла. Они встречаются, в частности, в доказательстве с нулевым разглашением.
- Трент (Trent), доверенный арбитр — своего рода нейтральная третья сторона, чья точная роль изменяется в зависимости от стадии обсуждения протокола.
- Уолтер (Walter) — надзиратель, может быть необходим для охраны Алисы и Боба, в зависимости от обсуждаемого протокола.

Схожие типовые условные имена применяются в некоторых других областях:
- Артур и Мерлин (Arthur and Merlin) — в интерактивной системе доказательств Мерлин имеет неограниченную вычислительную способность, а следовательно, является могучим волшебником. Он утверждает истинность высказывания, а Артур, мудрый король, ставит его под сомнение. Эти два символа дают название двум классам сложности — MA и AM.
- Пол и Кэрол (Paul and Carole) — эти имена были введены для решения задачи о двадцати вопросах (Twenty Questions, 20Q), где Пол, задающий вопросы, выступал в роли Пала Эрдёша, а Кэрол, которая ему отвечала, была анаграммой оракула (Carole и oracle)[3]. В дальнейшем они были использованы в некоторых комбинаторных играх соответственно в ролях Пушера и Чузера (Pusher and Chooser).